# 劉漢 (明朝)
劉漢（？—？），號文石，湖广荆州府宜都縣人。

## 生平
天啓四年（1624年）甲子科湖广乡试举人，天啓五年（1625年）联捷乙丑科進士，授户部福建清吏司主事，历九江钞关，升郎中，出知太原府。升山西驿传道副使，改宁武兵备副使。居官清慎，以亲老疏乞归养。屡召起废，不就。问安视膳，朝夕不倦。恭事两兄，终始如一。兼慎交游，不预外事。
女刘氏，幼聪慧，读书通文墨，适生员徐绎，止生一女。（崇祯）甲申岁，献贼破城，绎死于途，氏依父母避乱，依山播迁，数载始还宜，父母继亡，女亦夭死。顺治五年，荆镇一弁将欲强聘之，时两兄隔绝，音问不通，刘氏治理後事，极其周详。封识所遗器物，留书两兄，託以诀别，遂自缢死。